# Estadio de la Escuela Superior Militar Eloy Alfaro
El Estadio de la Escuela Superior Militar Eloy Alfaro es un estadio educativo y estadio multiusos. Está ubicado en la Avenida Manuel Córdova Galarza en el Campus de la Escuela Superior Militar Eloy Alfaro en el sector Parcayacu de la ciudad de Quito, Es usado mayoritariamente para la práctica del fútbol, y allí juega como local el Club Social, Cultural y Deportivo ESMIL y el Club Deportivo Estudiantes Militares, equipos de la Segunda División del fútbol ecuatoriano. Tiene capacidad para 8000 espectadores..
El estadio cumplió un gran papel en el fútbol local, ya que la ESMIL y Estudiantes Militares hacían y/o hacen de local en este escenario deportivo.
Asimismo, este estadio es sede de todos los tipos de eventos, especialmente cultura física y educación física así como es escenario para todos los tipos de eventos, especialmente cultura física y educación física (que también se realizan en el Coliseo de la Escuela Superior Militar Eloy Alfaro).